# 兵庫県立美術館

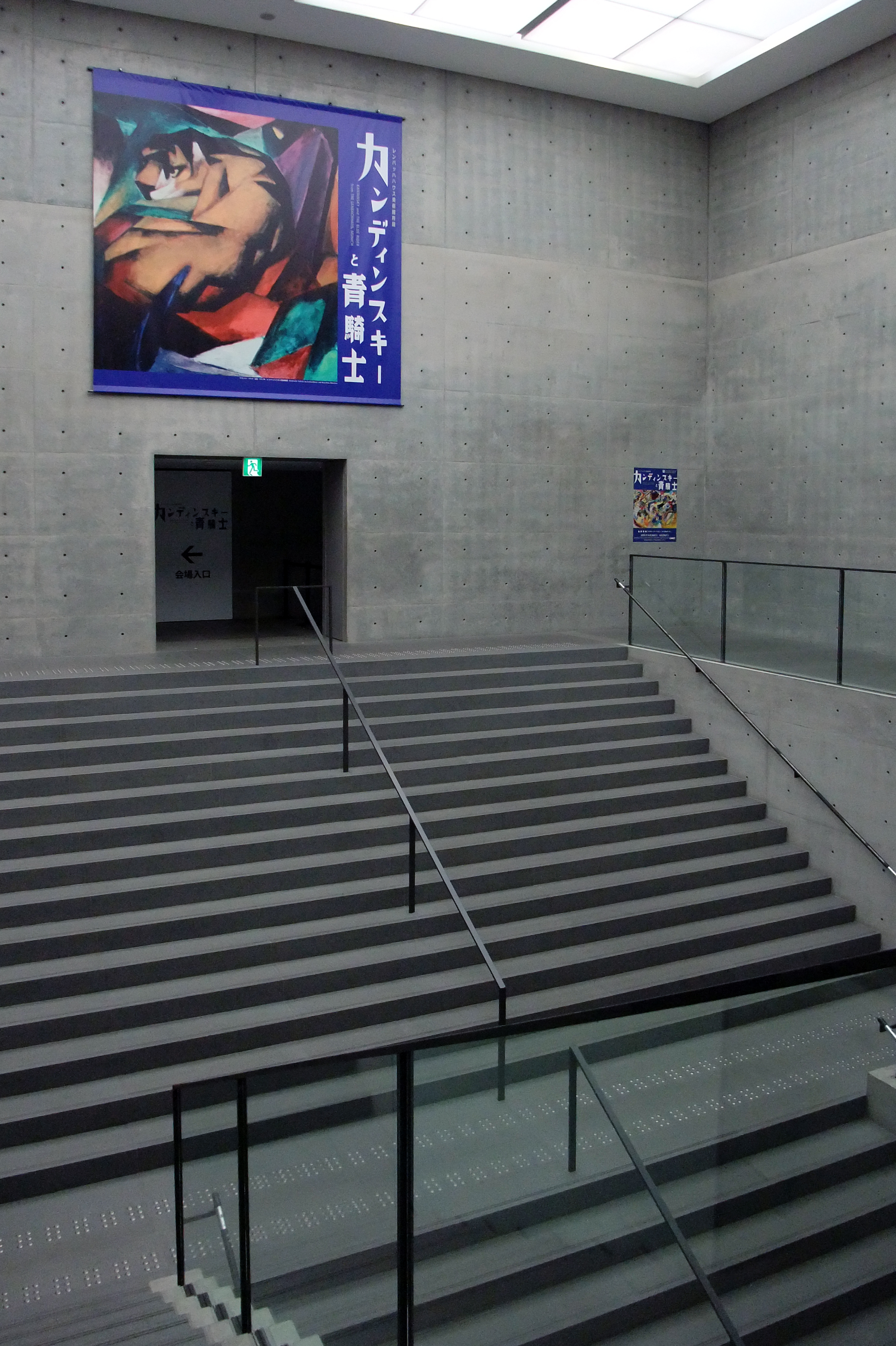
企画展示室入口

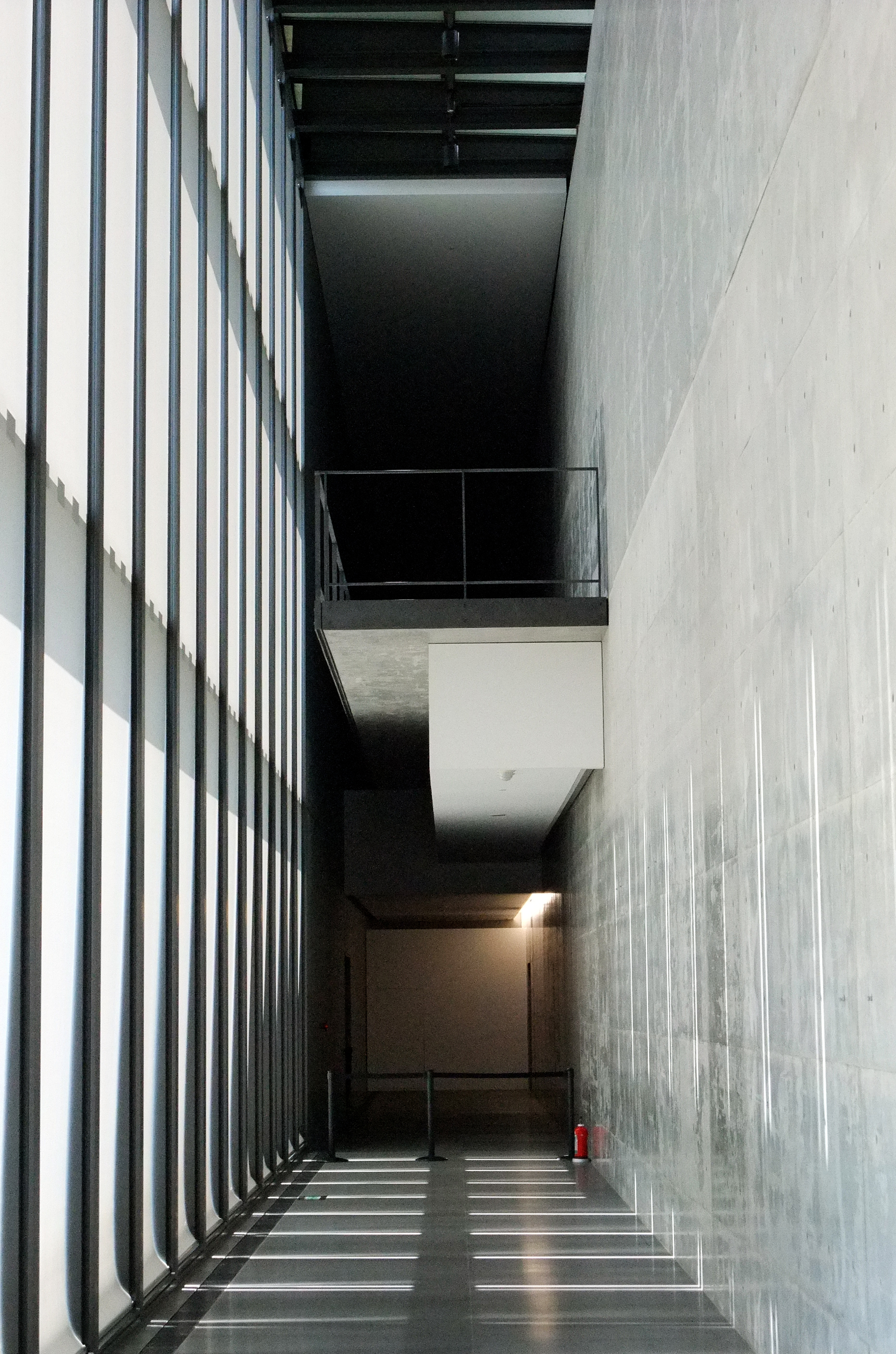
館内通路

兵庫県立美術館（ひょうごけんりつびじゅつかん、HYOGO PREFECTURAL MUSEUM OF ART）は、兵庫県神戸市の「HAT神戸」にある、兵庫県立の美術館である。兵庫県立近代美術館（1970年開設）を継承する形で、2002年（平成14年）に開館した。愛称は「芸術の館」。

## 概要
建築家安藤忠雄により前面の海に接するなぎさ公園と一体化して設計された。館内は通路が巡らされ、建物そのものを鑑賞の対象とするような空間で構成されている。
さらに2019年（令和元年）5月には、安藤の建築模型やドローイングなどを展示する常設展示施設として「Ando Gallery」が館内にオープンした。設計・施工費用は安藤忠雄建築研究所が負担し、建物は県に寄贈された。
日本博物館協会会員館、兵庫県博物館協会加盟館。博物館法に基づく神戸市教育委員会登録博物館である。またひょうごっ子ココロンカードの対象施設になっている。本館は指定管理者制度を採用せず兵庫県の直営である。

### 分館
神戸市灘区原田通3丁目にある王子分館「原田の森ギャラリー」および「横尾忠則現代美術館」の建物は、かつての兵庫県立近代美術館である。近代美術館本館は村野藤吾＋兵庫県営繕課（光安義光）の設計で、1970年（昭和45年）に開館。1995年（平成7年）の阪神・淡路大震災で被害を受け、復旧工事が行われた。
分館については公益財団法人兵庫県芸術文化協会が指定管理者として運営している。分館を合わせた兵庫県立美術館としての延床面積は37,894 m2になる。

## 収蔵品
7000点以上の作品を所蔵している。収集は当初の「内外の近代彫刻」「近代版画」「郷土ゆかりの美術」の3つに後に「現代美術」が加わり、4つが大きな柱となっている。
2019年には頴川コレクション（頴川美術館旧蔵の日本近世絵画や茶道具）と、梅舒適コレクション（中国近世・近代の書画、篆刻）がさらに加わった。
- 洋画：本多錦吉郎、神中糸子、岸田劉生、小出楢重、岡田三郎助、安井曽太郎、前田寛治、和田三造、菅井汲など
- 日本画：村上華岳、竹内栖鳳、富岡鉄斎、橋本関雪、東山魁夷、三谷十糸子、水越松南、山下摩起、直原玉青など
- 彫刻：オーギュスト・ロダン、エドガー・ドガ、ポール・ゴーギャン、アリスティド・マイヨール、マリノ・マリーニ、ジョージ・シーガル、オシップ・ザッキン、ジャコメッティ、棟方志功、淀井敏夫、佐藤忠良、舟越保武など
- 版画：ゴヤ、エドゥアール・マネ、ジャスパー・ジョーンズ、アンディ・ウォーホル、カンディンスキー、ピカソ、長谷川潔、池田満寿夫、小林清親、東山魁夷、 小林古径、井上安治など

## 主な施設
- 企画展示室 1-3
- 常設展示室 1-6
- 金山平三記念室
- 小磯良平記念室
- レクチャールーム
- ミュージアムホール
- 美術情報センター
- ギャラリー
- アトリエ 1-2
- レストラン
- カフェ

上記のうちミュージアムホールは神戸製鋼所（KOBELCO）との命名権契約により、2024年度から2026年度まで「KOBELCOミュージアムホール」という名称となる。

## 建築概要
- 設立：2002年
- 竣工：2001年
- 建築設計：安藤忠雄建築研究所
- 設備設計：森村設計
- 敷地面積：19,000.00 m2
- 建築面積：12,807.71 m2
- 延床面積：27,461.41 m2
- 備考：第46回BCS賞受賞（2005年）

## ギャラリー

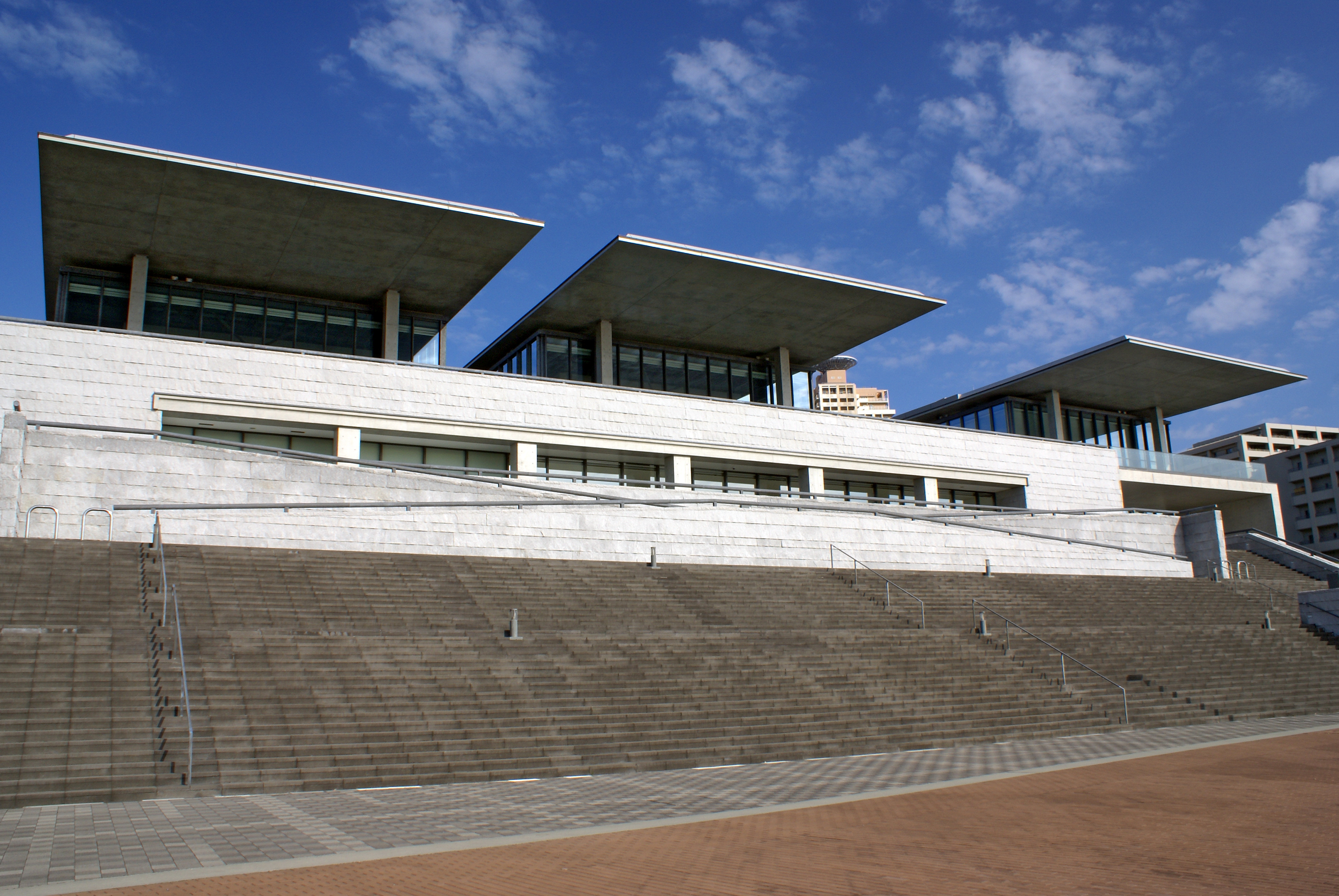
南側
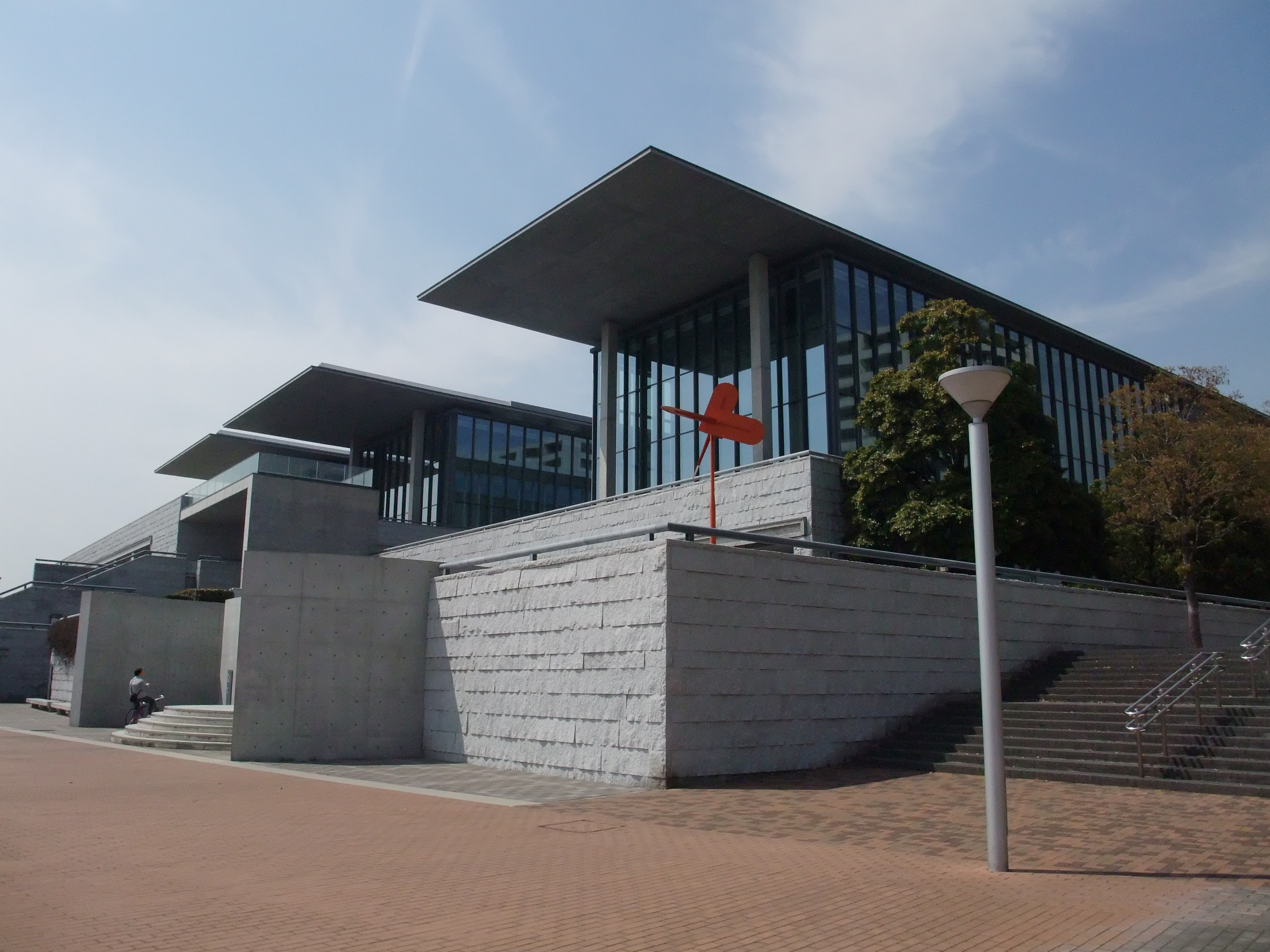
南東側
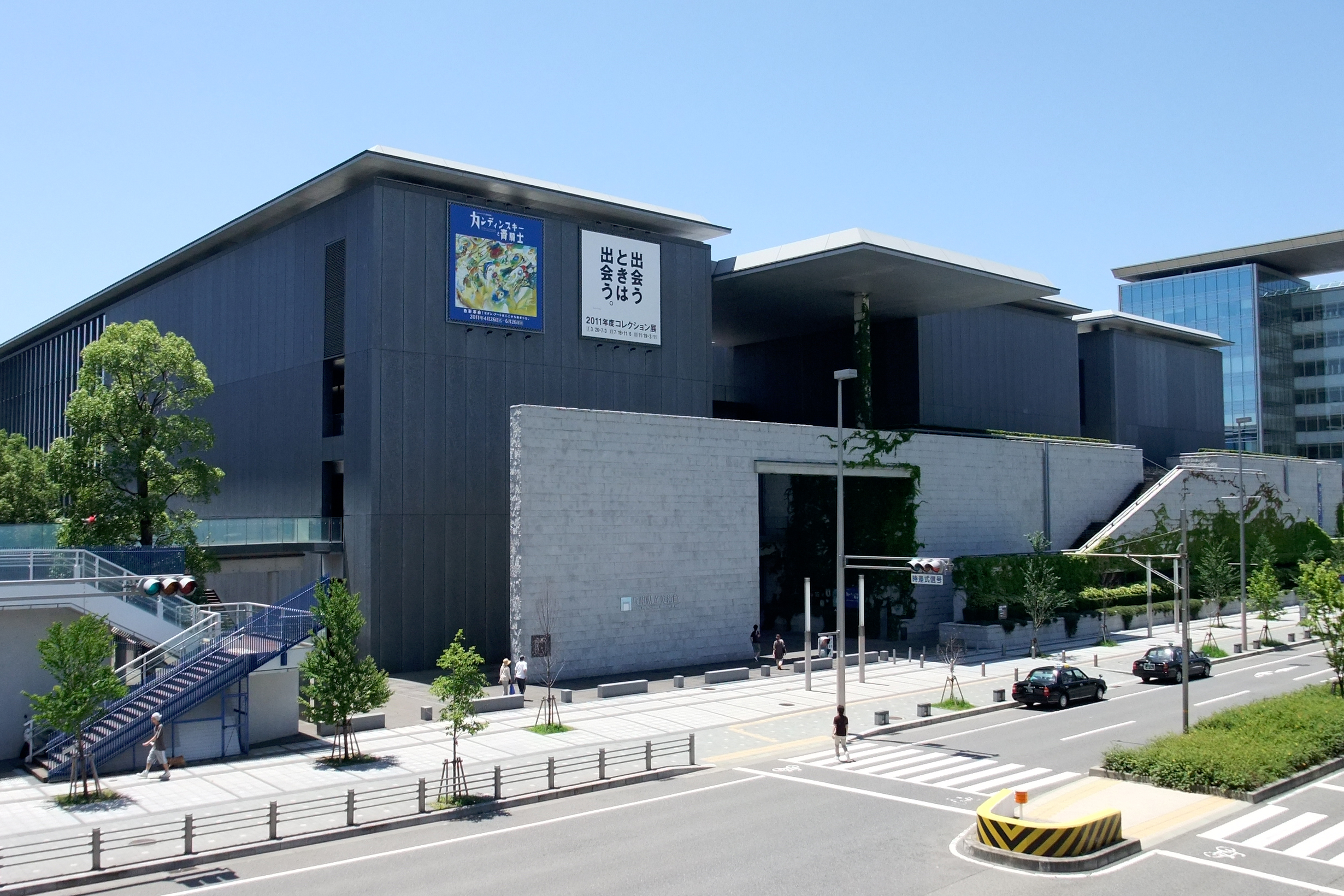
北東側
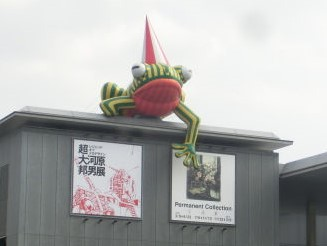
シンボルオブジェ「美かえる（みかえる）」

## 交通
公式サイトなどによる。
- 阪神本線岩屋駅から南へ徒歩で約8分
- JR神戸線灘駅から南へ徒歩で約10分
- 阪急神戸本線王子公園駅から南西へ徒歩で約20分
- 山陽新幹線新神戸駅からタクシーで約10分
- 神戸市バス・阪神バス 県立美術館前バス停すぐ

## 歴代館長
※前身の兵庫県立近代美術館の館長も含む。
- 阪本勝
- 坂井時忠
- 楢崎四郎
- 井野辰男
- 金井元彦
- 貝原俊民
- 木村重信
- 中原佑介
- 蓑豊
- 林洋子[15]

## 周辺情報
- 神戸防災合同庁舎
- WHO健康開発総合研究センター（WHO神戸センター・WKC）
- 人と防災未来センター、ひと未来館、防災未来館
- 独立行政法人国際協力機構関西国際センター
- 神戸赤十字病院
- BBプラザ美術館
- 神戸市立王子動物園
- ブルメールHAT神戸
- 神戸市立渚中学校
- 阪神高速3号神戸線摩耶ランプ